# 三井清一郎
三井 清一郎（みつい せいいちろう、慶応3年6月19日（1867年7月20日） - 1949年11月30日）は、石川県出身の日本の陸軍軍人・政治家（貴族院議員）である。従三位勲一等で、功四級陸軍主計中将。宇垣一成陸相の下で宇垣軍縮を断行した陸軍省経理局長である。

## 陸軍経理部士官になるまで
能登国鹿島郡笠師村（現石川県七尾市中島町地区）に生まれる。兄には石川県会副議長となった三井亥三郎などがいる。
陸軍士官学校本科を卒業（士官候補生第6期）し、明治28年（1895年）に陸軍歩兵少尉に任じられる。その後、陸軍歩兵大尉となり、近衛歩兵第1連隊中隊長に補せられる。明治35年（1902年）には、歩兵科から経理部に転科し、陸軍一等副監督（大尉相当官）に転ずる。なお、明治36年（1903年）11月30日に経理部士官の階級名が変更される。
その後は経理部士官として順調に昇進する。陸軍糧秣敞員、陸軍被服敞大阪支敞長、第4師団経理部員、第1師団経理部員などに補せられる。
大正3年（1914年）5月11日に陸軍被服本廠長に補せられる。陸軍被服本廠長時代には、同廠付一等軍医（大尉相当官）が赤痢病患者の発生届出を遅滞した事件（伝染病予防法違犯）につき大正3年12月5日に同一等軍医に対して軽謹慎2日の懲戒処分を行っている。また、大正6年（1917年）9月10日に皇太子裕仁親王（後の昭和天皇）が陸軍被服本廠を行啓した際には奉迎を行っている。陸軍被服本廠長時代の大正3年12月25日に、陸軍一等主計正（大佐相当官）に昇任する。
大正6年10月8日に陸軍省経理局衣糧課長に補せられる。大正7年（1918年）1月21日から同年2月26日にかけて第4師団臨時戦用品検査の検査官首座となっている。
大正8年（1919年）4月1日に、主計監（少将相当官）に任じられると共に、東京陸軍経理部長に補せられる。東京陸軍経理部長時代には、天津駐屯歩兵隊の陸軍一等主計（大尉相当官）が、大正9年（1920年）3月から同年4月までの間に同隊付陸軍一等計手に注文伝票及び自印を盗用され、また出納官吏職務執行中に官金を詐取される事件が発生する。三井東京陸軍経理部長は大正9年12月28日に同一等主計の平素部下の監督指導不行き届き・職務執行中不注意であったとして同一等主計に対して軽謹慎2日の懲戒処分を行っている。
東京陸軍経理部長時代の大正9年11月1日に、勲二等に叙せられて旭日重光章を賜っている。大正11年（1922年）に支那方面の軍事状況視察のため出張する。
大正12年（1923年）5月5日 - 10月10日に陸軍経理学校長を務める。補職直後の同年5月8日に陸軍経理学校高等科卒業生に卒業証書を授与している（当時正五位勲二等功四級）。同年8月には陸軍経理学校教則を改正している。

## 陸軍省経理局長として
大正12年10月10日に陸軍主計総監（中将相当官。昭和12年（1937年）2月12日勅令第12号により陸軍主計中将に改称される）に任じられ、陸軍省経理局長に補せられる（当時正五位勲二等功四級）。当時の陸軍主計科の最高階級であり、最終の補職である。この後、昭和2年（1927年）までの間に従三位まで陞叙する。
大正13年（1924年）3月、宇垣一成陸軍大臣の下で宇垣軍縮に着手するため、陸軍省会計経理規定整理委員長に就く。宇垣軍縮では、第13師団（高田）、第15師団（豊橋）、第17師団（岡山）、第18師団（久留米）を廃止した。その結果、歩兵連隊16個、騎兵連隊4個、野砲兵連隊4個、工兵大隊4個、輜重兵大隊4個等の定数3万3900人、馬匹定数6000頭を削減した。また、陸軍病院5個、仙台陸軍幼年学校など2校を廃止し、戦車連隊、高射砲連隊、飛行連隊、台湾山砲連隊を新編し、陸軍自動車学校、陸軍通信学校を設置した（詳細は宇垣軍縮を参照。）。更に、航空機が活躍する時代の趨勢を見越して、建軍以来初めて兵科を新設し航空兵科を置いた。
大正14年（1925年）には第2回化学工業博覧会評議員の委嘱を受けている。

## 予備役編入後
昭和3年（1928年）12月21日に願いに依り予備役編入となる。現役を退いた後は国防経済協会会長、食料協会会長、満蒙毛織株式会社相談役となる。また、恩給金庫設立委員、同理事、同理事長となり、恩給金庫の運営に尽力する。また、昭和4年（1929年）に糧友会理事長及び食糧展覧会会長を辞任する（後任は中村精一陸軍省経理局長）。
昭和4年2月19日、貴族院令1条4号に依り貴族院議員に任ぜられ（勅選議員）、貴族院では院内会派の研究会に所属する。昭和9年（1934年）4月29日に勲一等に叙せられ瑞宝章を賜る。昭和20年（1945年）5月11日に石川県大覚寺で講演を行っている。
ポツダム宣言受諾後の昭和20年9月14日に、貴族院制度の改革問題について協議を行うために研究会所属勅選会が開催され、三井も結城豊太郎らと共に出席している。昭和21年（1946年）3月20日に貴族院議員を辞任。昭和24年（1949年）11月30日に享年79で逝去する。

## 略歴
| 日付     | 経歴                             |
| -------- | -------------------------------- |
| 慶応3年  | 誕生                             |
| 明治28年 | 陸軍士官学校卒業                 |
| 明治28年 | 任陸軍歩兵少尉                   |
| 明治35年 | 任陸軍一等副監督                 |
| 大正3年  | 補陸軍被服本廠長                 |
| 大正3年  | 任陸軍一等主計正                 |
| 大正6年  | 補陸軍省経理局衣糧課長           |
| 大正8年  | 任陸軍主計監・補東京陸軍経理部長 |
| 大正12年 | 補陸軍経理学校長                 |
| 大正12年 | 任陸軍主計総監・補陸軍省経理局長 |
| 昭和3年  | 予備役編入                       |
| 昭和4年  | 任貴族院議員                     |
| 昭和9年  | 叙勲一等                         |
| 昭和24年 | 死去                             |

## 栄典
- 1897年（明治30年）12月15日 - 従七位[4]
- 1901年（明治34年）2月28日 - 正七位[5]